# 谭雪
譚雪（1984年1月30日—），天津人，中國女子擊劍運動員。

## 生涯
1994年，譚雪正式接受正规体育训练，进入天津市塘沽十中体校训练跨栏。1998年，譚雪进入天津市體校體工大隊分校，並改學劍擊，次年便一鳴驚人，贏得全國冠軍。1999年，譚雪进入天津市体工大队中的击剑队，當時的是教练李绍春、宁宪奎。3年後入選国家队，教练為茅祎勋。
1999年，譚雪先奪得了亞洲錦標賽个人賽冠軍、女团賽亚军。1年後奪得了国家冠军赛个人賽冠军、团体賽亚军。2002年，譚雪獲得世界青年赛佩剑团体賽冠军、世界杯佩剑团体冠軍、世锦赛个人賽冠军、世青赛团体冠军、亚运会女子佩剑团体、个人銅牌。
2003年贏得了世锦赛女子佩剑个人亚军。2004年，譚雪在意大利奪得了世界个人賽亚军，在奧運以9-15不敵美国选手只能获得一面失望的银牌。
2005年，譚雪於十运会中為天津於女子佩劍決賽以15-10击退上海對手，令天津當時再添一面金牌。
2007年8月的亞洲錦標賽中，她奪得女子個人佩劍小項的冠軍。同年，她包揽了当年除拉斯维加斯站外所有四站大奖赛冠军，震动国际剑坛，成為國際劍擊聯會中全年最佳的女子佩劍運動員。
2008年，谭雪夥拍倪红、包盈盈、黄海洋夺得2008年夏季奥林匹克运动会的女子佩剑团体银牌。
2009年第十一屆全運會奪得女子個人佩劍金牌。
2010年廣州亞運會女子個人佩劍半決賽不敵香港選手歐倩螢,獲得銅牌.

## 婚姻
譚雪的丈夫為中國國家擊劍運動員王敬之，二人亦同為天津隊成員。
譚雪和王敬之的愛情始於2002年土耳其世青賽。二人本計劃於2008年北京奧運結束後成婚，但因不滿意奧運的成績而將婚期推遲，直到2009年初才正式登記；其後，又因為備戰十一運會而使婚禮一推再推；直至兩人在全運會蟬聯金牌，才決定於2010年5月1日在天津舉行婚禮。